# Monte Puke

Mapa das ilhas Horn

O monte Puke é monte mais alto da ilha Futuna, em Wallis e Futuna, comunidade ultramarina da França no Pacífico Sul.
Tem 524 m de altitude.